# Pato Guzman
Patino „Pato“ Guzman (* 10. September 1933 in Santiago de Chile, Chile; † 2. Januar 1991 ebenda) war ein chilenischer Filmarchitekt und Filmproduzent in Hollywood.

## Leben und Wirken
Guzman studierte in seiner Heimatstadt Santiago Architektur und ging gleich darauf in die Vereinigten Staaten, wo er als Patino Guzman von CBS als Szenenbildner der Fernsehserie „The Jack Benny Programm“ eingestellt wurde. Eine weitere Berufsstation war die Design-Abteilung von MGM, anschließend arbeitete er für die TV-Produktionsfirma Desilu. Hier sorgte Guzman für die Ausstattung so erfolgreicher Serien wie Chikago 1930 und Hoppla Lucy und gestaltete 1964, noch vor Drehbeginn, die optische Erscheinung des Original-Raumschiffs Enterprise in der gleichnamigen Fernsehserie. Im Herbst 1964 kehrte Guzman für ein Jahr in seine chilenische Heimat zurück. Nach seiner Rückkehr entwarf er kurzzeitig nochmals für das US-Fernsehen, war jedoch ab 1967 de facto nur noch für Hollywood-Kinoproduktionen aktiv. Das Gros seiner Designs belieferte die Inszenierungen Paul Mazurskys. Bei diesen Filmen zeichnete Pato Guzman außerdem regelmäßig als Co-Produzent verantwortlich. Guzman starb kurz nach seiner erneuten Rückkehr in die alte Heimat.

## Filmografie
bis 1967 beim Serienfernsehen (Auswahl), anschließend beim Kinofilm (komplett), wenn nicht anders angegeben:
- 1954–1962: The Jack Benny Program (Fernsehserie)
- 1958: Daddy-O (Kinofilm)
- 1959–1960: Make Room for Daddy (Fernsehserie)
- 1960–1961: Angel (Fernsehserie)
- 1963–1965: Hoppla Lucy! (I Love Lucy) (Fernsehserie)
- 1966–1967: Süß, aber ein bißchen verrückt (That Girl) (Fernsehserie)
- 1967: ...jagt Dr. Sheefer (The President’s Analyst) (nur Produktionsleistung)
- 1968: Laß mich küssen Deinen Schmetterling (I Love You Alice B. Toklas)
- 1968: Der Strafverteidiger (The Lawyer)
- 1969: Bob & Caroline & Ted & Alice (Bob & Carol & Ted & Alice)
- 1970: Alex im Wunderland (Alex in Wonderland)
- 1971: The Marriage of a Young Stockbroker
- 1972: Play as it Lays
- 1973: Heirat ausgeschlossen (Blume in Love)
- 1977: Eine entheiratete Frau (An Unmarried Woman)
- 1979: Zwei in Teufels Küche (The In-Laws)
- 1979: Die Machtprobe / Spuren ins Nichts (High Sight in Plain Sight)
- 1979: Willie & Phil (Willie & Phil)
- 1981: Der Sturm (Tempest) (auch Co-Produktion)
- 1983: Moskau in New York (Moscow on the Hudson) (auch Co-Produktion)
- 1985: Zoff in Beverly Hills (Down and Out in Beverly Hills) (auch Co-Produktion)
- 1987: Mond über Parador (Moon Over Parador) (auch Co-Produktion)
- 1989: Feinde – Die Geschichte einer Liebe (Enemies: A Love Story) (auch Co-Pr.)
- 1990: Ein ganz normaler Hochzeitstag (Scenes From a Mall) (auch Co-Produktion)